# Assedio di Nisibis (326)
L'assedio di Nisibis del 326/327 costituì una fase non decisiva per l'inizio della guerra di posizione tra le truppe sasanidi di Sapore I e quelle romane del limes orientale di Costanzo II.

## Contesto storico
Già durante la guerra civile che coinvolse l'impero romano (nel 312), Massimino Daia era stato costretto a condurre una campagna militare in Armenia, contro un popolo che in passato si era dimostrato alleato dei Romani, ma che ora abbracciava la religione cristiana, nemica dell'imperatore poiché "estremamente rispettosa della pietà verso Dio". Secondo Giovanni Malalas (che confonde Massimino Daia con Massenzio, figlio di Massimiano), Massimino condusse in modo vittorioso le operazioni militari, sia contro gli Armeni, sia contro i Persiani di Sapore II, che ai primi si erano alleati e avevano invaso l'Osroene distruggendo un'importante città di questa regione. In seguito a questi successi sembra che abbia distribuito i prigionieri nelle province di Armenia I e Armenia II, ed abbia ottenuto il titolo vittorioso di Persicus (312/313), insieme agli altri Augusti, Costantino I e Licinio (questi ultimi non avendovi però partecipato direttamente).

## Assedio
Nel 326/327, nel periodo successivo alla riunificazione dell'Impero romano ed alla definitiva sconfitta di Licinio (nel 324), Costantino sembra abbia attraversato l'Eufrate almeno due volte per recarsi nel regno d'Armenia e difenderne gli abitanti cristiani. Giorgio Cedreno racconta che i Cristiani d'Armenia erano stati, infatti, perseguitati dal re sasanide ed uccisi in numero di 18 000. Aggiunge anche che lo scoppio delle ostilità tra Romani e Sasanidi fu a causa di un certo Metrodoro, il quale, tornato dall'India con i doni del sovrano indiano per l'imperatore romano, li sottrasse, tenendoli per sé e ne attribuì la colpa della loro mancata consegna ai Persiani che li avrebbero confiscati.
Nel corso della prima campagna, sembra che le armate romane siano state sconfitte da quelle persiane, tanto che Costantino fu costretto a far ritorno a Costantinopoli (nel 326). Michele siriaco aggiunge che i Persiani riuscirono, probabilmente in questa circostanza, a sfondare il limes orientale ed a dirigersi fin sotto le mura di Nisibis, che poco dopo assediarono.

## Conseguenze
Forse l'anno seguente (nel 327?), nel corso di una seconda campagne militare, Costantino riuscì a battere le armate persiane, mettendole in fuga ed imponendo al sovrano sasanide un trattato di pace. Ancora Michele siriaco aggiunge che, nel corso della ritirata, Sapore portò con sé prigionieri romani fatti in Mesopotamia. Intanto Costantino creava la nuova provincia della Euphratensis, che venne separata dalla Siria e dall'Osroene ed elevò la città di Hierapolis Bambyce a metropolis.